# تورنوو (باشقیرستان)
تورنوو (انگلیسی: Turnovo, Republic of Bashkortostan) یک شهرک در شهرستان کاراایدلسکی استان باشقیرستان کشور روسیه است.